# Xiphochaeta
Xiphochaeta là một chi thực vật có hoa trong họ Cúc (Asteraceae).

## Loài
Chi Xiphochaeta gồm các loài: